# Adaptative modulation and coding
Pour les articles homonymes, voir AMC.
L'adaptive modulation and coding (AMC) est une technique de modulation/codage adaptative de l'information, utilisée notamment dans les transmissions radio, sur les réseaux de téléphonie mobile WiMAX, UMTS (HSDPA), LTE et depuis 2012 sur les faisceaux hertziens. Elle consiste à adapter les rendements de codage et les constellations utilisés en fonction de la qualité du signal. 
Par exemple, si les constellations disponibles sont la QPSK et la16-QAM, dans le cas où le canal est marqué comme bon, on utilisera la constellation 16-QAM, qui offre un meilleur débit mais une plus faible robustesse. Par contre, si le canal est marqué comme dégradé, on utilisera la constellation QPSK, permettant un débit plus faible, mais plus robuste (moins sensible aux interférences). 
Dans les faisceaux hertziens cette technique est associée à des mécanismes de QoS (Quality of Service) d'Ethernet. Lorsque la transmission dans l'air se dégrade, la constellation bascule à un ordre inférieur, au détriment de la bande passante. Les flux Ethernet sont alors écrêtés en commençant par les flux les moins prioritaires.

## Théorie de la technique AMC

### Mécanismes

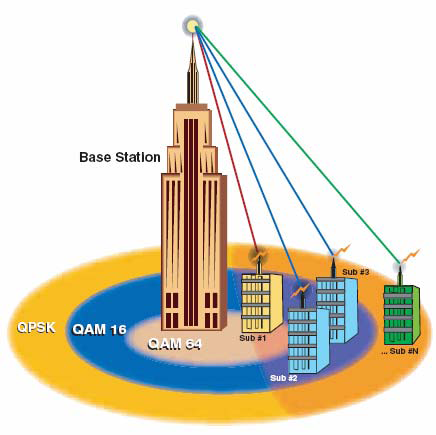
Méthode d’utilisation d'un codage adaptatif AMC

La croissance de l'usage des dispositifs radio a conduit à l’amélioration de l'efficacité spectrale pour permettre des débits plus élevés d'informations. Dans les systèmes de communication traditionnels, la transmission est conçue pour un scénario faisant face à des variations du canal, dans le but de fournir un taux d'erreur inférieur à une limite spécifique. Des méthodes adaptatives de transmission ont été élaborées pour rechercher une bonne qualité de transmission par l'adaptation de son rendement, afin de tirer profit de la variabilité du canal dans le temps, en ajustant le niveau de puissance émis, la fréquence des symboles (symbol rate), le rendement de codage (coding rate), la taille de la constellation, ou n'importe quelle combinaison de ces paramètres, pour optimiser l'efficacité spectrale moyenne du lien. Ceci se traduit par un nombre variable de bits d'information transmis par seconde, pour une largeur de bande donnée.
La technique AMC représente un outil, permettant d'augmenter l'efficacité spectrale des canaux radio variables dans le temps, tout en maintenant un « taux d'erreur binaire » prévisible, l'ordre de modulation ainsi que le rendement du FEC sont modifiés en fonction des variations de la qualité du canal de transmission. Dans le cas d'une atténuation élevée, par exemple, soit un SNR (rapport signal/bruit) faible, la taille de la constellation du signal est réduite afin d'améliorer la fiabilité, donc une transmission plus robuste pour un SNR efficace. Réciproquement, en période d'atténuation faible ou de gain élevé, la taille de la constellation du signal est augmentée afin de permettre d’importants débits avec une faible probabilité d'erreur, ce qui a une influence immédiate sur le rapport signal/bruit (SNR). 
Un exemple d'utilisation de la méthode AMC est illustré dans la figure ci-contre, montrant le cas d’une augmentation de la portée lorsque le système distant s'éloigne, par utilisation d'une constellation d'ordre inférieur. Inversement, au plus près de la station de base, des constellations d'ordre supérieur peuvent être employées pour une efficacité accrue.

### Performance de la méthode AMC
Une bonne performance de la méthode AMC, implique une estimation précise de la qualité du canal à la réception et un chemin fiable de rétroaction entre cet estimateur et l'émetteur vers lequel le récepteur renvoie l'information de l'état de canal (CSI). Dans le but d'exécuter un traitement adéquat, les étapes suivantes  doivent être respectées :

#### Estimation de la qualité du canal
L'émetteur attend du récepteur une estimation des conditions prévisibles du canal pour le prochain intervalle de transmission. Le système adaptatif ne peut fonctionner efficacement dans un environnement avec des variations faibles de la qualité du canal, que si le système a connaissance des estimations précédentes de la qualité du canal.

#### Adaptation des paramètres
Le choix de la constellation appropriée et du rendement de codage à utiliser, lors d’une nouvelle transmission, est fait au niveau de l'émetteur en s’appuyant sur la prévision de l'état du canal. Un seuil de rapport signal sur bruit (SNR, Signal to Noise Ratio, en anglais) garantit un taux d'erreur binaire (TEB, BER - Bit Error Rate, en anglais) inférieur à une valeur limite TEB0, qui est définie par le système pour chaque constellation à chaque fois que le SNR est au-dessus du seuil.
À partir du TEB, les seuils de SNR sont obtenus en fonction de leurs caractéristiques pour une constellation sur un canal AWGN. Comme décrit par la figure suivante, cette méthode consiste en un découpage de la gamme des SNR en N+2 sous régions, par N+1 seuils.

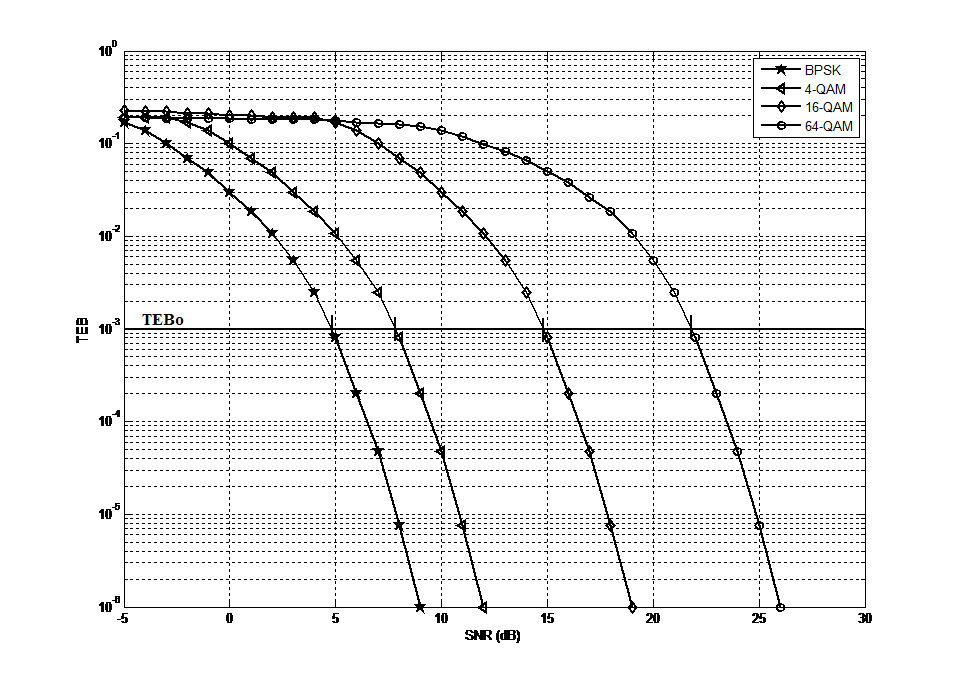
TEB en fonction du SNR et seuils correspondants aux N codages et modulations utilisées par la méthode AMC

Chacune des N constellations est alors utilisée, pour fonctionner dans une zone particulière de SNR. Quand la valeur du SNR est comprise dans une zone, l'information associée à l'état du canal est envoyée de nouveau à l'émetteur. L'émetteur adapte alors la fréquence symbole, le rendement de codage et la constellation, en garantissant un TEB au-dessous du seuil TEBo. Ceci permet au système de transmettre les données avec une efficacité spectrale et un débit élevés quand le SNR  est élevé, et la réduit quand le SNR est faible.

#### Mécanisme de rétroaction
Une fois que la réception a estimé le SNR du canal, elle le convertit en information de TEB pour chaque mode par rapport au TEB de référence, qui correspond au meilleur compromis. Il doit renvoyer le mode choisi à l'émetteur pour que l'adaptation puisse être effectuée.
Cependant, le défi associé à la modulation adaptative et le codage, est lié au fait que la qualité du canal radio mobile varie dans le temps et ainsi la rétroaction d'information du canal devient un facteur limitant. En conséquence, la connaissance de variations faibles de qualité et un canal fiable de rétroaction deviennent nécessaires pour garantir un objectif précis de performance (TEB) par la méthode AMC. De cette façon, aucun retard ou erreurs de transmission, ne doivent se produire dans le canal de rétroaction, de manière qu'aucune anomalie entre les SNR prévu et réel de la prochaine trame n'apparaisse. On peut noter, que la réception doit également connaître l’identité des paramètres du démodulateur et du décodage à utiliser pour le prochain paquet reçu.

#### Implémentation de la technique AMC
Ce paragraphe expose la méthode de modulation adaptative et de codage afin de statuer sur la modulation et le mode de codage à envoyer à l'émetteur, sans compter uniquement les coefficients du canal et de son estimateur afin d’en évaluer le SNR correspondant. Ce traitement permet de présenter l’introduction d’un nouveau bloc de commutation de base pris comme centre de décision. On remarquera, dans la figure, que le codeur et le mapper existants du côté de la transmission ainsi que le décodeur et le demapper du côté réception, sont regroupés dans un bloc unique.

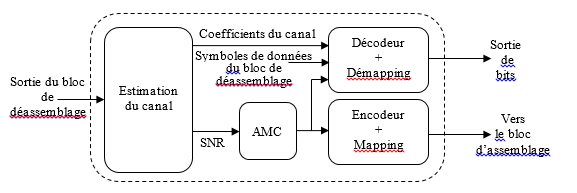
Mécanisme AMC dans le système WiMAX

#### Estimations du SNR
Le SNR est obtenu par le rapport des puissances signal sur bruit. Le SNR instantané pour chaque trame est donné  par : SNR=s/n
où s et n sont les puissances moyennes du signal et du bruit dans chaque trame. Comme la puissance du signal s’obtient à partir des coefficients du canal, la puissance du bruit s’évalue à partir de sa variance.

#### Bloc AMC

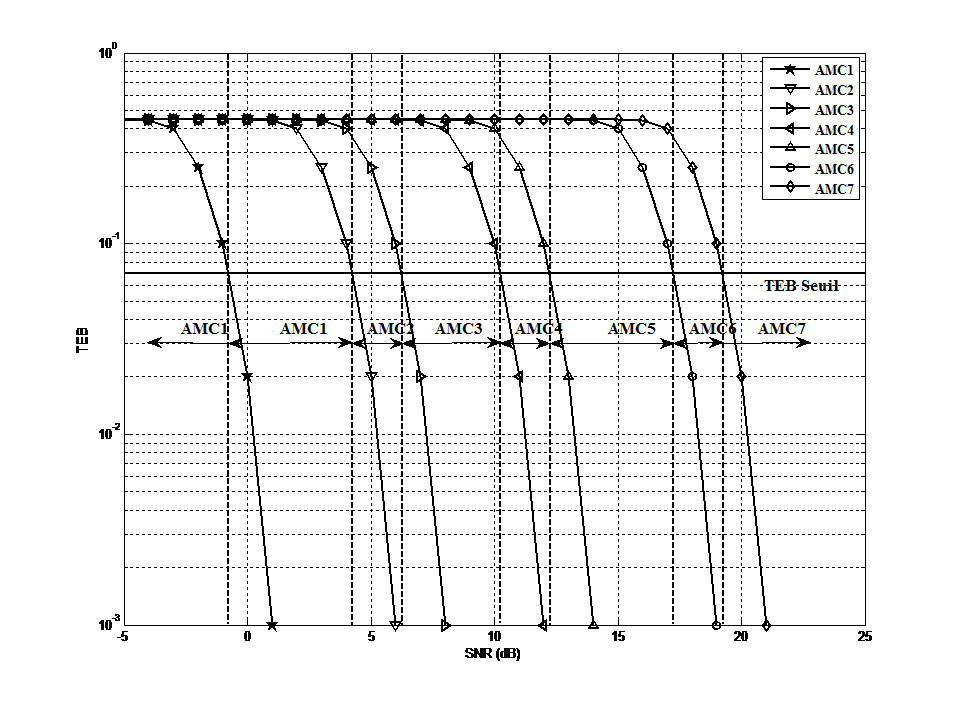
Courbes du TEB en fonction du SNR pour la méthode AMC

Ce bloc a pour fonction de détecter le franchissement des seuils de décision pour le choix des méthodes de modulation et de codage qui seront utilisées dans les prochaines trames émises, en renvoyant cette information non seulement à l'émetteur mais également au récepteur.
Les courbes représentées sur la figure correspondent aux différentes méthodes de modulation et de codage permises par le système WiMAX, définies d’AMC1 à AMC7. Elles ont été obtenues à partir de simulations supposant une connaissance précise des coefficients du canal AWGN. L'ensemble des seuils d'adaptation/commutation est obtenu par la lecture des points du SNR correspondant à un TEBseuil.